# 光円寺 (鎌ケ谷市)
光圓寺（こうえんじ）は、千葉県鎌ケ谷市にある真宗大谷派の寺院。

## 歴史
1907年（明治40年）、石川玄西によって開山された。当地はかつて江戸幕府の小金牧であり、明治初期に大規模な開墾が始まった。門徒（浄土真宗の信徒）の入植者は、同県東葛飾郡松戸町（現・松戸市）の西蓮寺に出向いていた。西蓮寺の住職は茨城県岡田郡報恩寺村（現・茨城県常総市）の「報恩寺」住職の石川玄西を紹介した。玄西は入植者のために1907年（明治40年）に寺を創建したのが当寺の起源である。
その後、1934年（昭和9年）に改修が行われた。現在の本堂は1974年（昭和49年）に新築されたものである。

## 文化財
- 土地紀念講碑（鎌ケ谷市指定文化財）[3]

## 交通アクセス
- 北初富駅より徒歩3分。